# Демонстрације у Београду 1992.
Годину дана након мартовских демонстрација из 1991, студенти Београдског универзитета, предвођени Савезом студената Електротехничког факултета, 15. јуна почињу демонстрације под називом „Студентски протест 1992.“ које су трајале читаво лето.
Демонстрације су почеле скупом испред зграде Ректората, где су окупљеним студентима подељене новине под насловом „Врење“. Студенти су тражили:
1. оставку Слободана Милошевића,
2. распуштање Скупштине Србије,
3. расписивање избора и
4. формирање коалиционе владе.

Протест је трајао на платоу испред Филозофског факултета и у просторијама тог и осталих факултета на Студентском тргу у Београду, заједно са концертима, представама, предавањима и перформансима, а у јулу је организован марш на Дедиње.
Упоредо са овим демонстрацијама је одржан и Видовдански сабор (28. јуна 1992) коме се студенти нису званично прикључили, али је колона студената прошла кроз масу испред Скупштине у знак подршке. Студентски протест се завршио 10. јула.
Студентски протест 1992. године је одржан и у Нишу и Новом Саду.

## Хронологија протеста
- 30. мај: Ступају на снагу санкције према СР Југославији.
- 1. јун: Од раног јутра, на Електротехничком факултету студенти спонтано протестују и траже реакцију Савеза студената. Одлуку да покрену протест доносе лидери Савеза студената Електротехничког факултета у Београду, независног студентског листа „Врење“, Студентске међуфакултетске асоцијације и Форума теразијског парламента: Милан Ристић, Освалд Томовић, Горан Ћирић, Александра Рашић, Нађа Сабљаковић, Александар Губаш, Мира Трајковић, Бранкица Аћимовић, Слободан Томић, Александра Весић, Горан Филиповић, Бранимир Кузмановић, Горан Лапчевић, Зоран Поповић, Олга Кавран,[2] Борис Стајковац, Александар Вранић, Милан Јовановић, Борко Драшковић, Влатко Секуловић, Ненад Вујић, Зоран Степановић, Денис Павличић, Бранко Јанковић и Сава Величковић.

Током преподнева, већ су написани и захтеви Студентског протеста, који ће се неколико дана касније појавити у јавности. Први пут се појављује и званичан захтев за оставком Слободана Милошевића.
- 3. јун: На Електротехничком факултету у Београду је организован састанак већине студентских организација Београдског универзитета. Присутни су и представници Савеза студената Београда, под руководством Славише Орловића. На састанку се први пут званично појављују четири захтева Студентског протеста '92. Након врло бурне расправе захтеви се у начелу прихватају, али се коначна одлука о почетку протеста одлаже за следећи састанак.
- 4. јун: Савез студената Електротехничког факултета у Београду организује протест студената Београдског универзитета испред зграде АЕГ факултета. Студенти су сат времена седели и ћутали, уз повремено читање прогласа у којем се изражава незадовољство ситуацијом у којој се налазе Београдски универзитет и српско друштво и захтева се формирање Владе националног спаса.

Током вечери, у просторијама СС Електротехничког факултета је направљен план о организацији великог протеста и затварању студената на факултете.
- 5. јун: Састанак представника 33 студентске организације у просторијама Савеза студената Београда. Уз опречна мишљења и полемике, једини резултат је био заказивање новог састанка.

Извршни одбор Савеза студената Студентског града организује неуспешан митинг са захтевима да се руској и америчкој амбасади упути ултиматум за повлачење санкција.
- 7. јун: У Студентском граду, група студената, станара дома, организује митинг подршке Иницијативном одбору Студентског протеста.
- 8. јун: Научно наставно веће Београдског универзитета доноси Декларацију у вези стања у земљи, којом је постављена дијагноза, али није предложен лек.

У просторијама Електротехничког факултета је организован нови састанак уз присуство преко 30 студентских организација, на коме је и званично усвојен и издат проглас студената Београдског универзитета са 4 захтева.
- 10. јун: Тачно у подне организован је протест студената испред Правног факултета. Након протеста, организован је састанак представника студентских организација, на коме је изабран Организациони одбор Студентског протеста, у саставу: Млађан Ђорђевић (ФПН), Александар Вранић (ФПН), Милан Ристић (ЕТФ), Саша Марјановић (ПМФ), Зоран Поповић (ЕТФ), Влатко Секуловић (ПФ), Младен Дурић (БФ), Олга Кавран (ПФ), Милан Јовановић (ФДУ). На састанку је постигнут договор о организацији митинга испред зграде ректората и најављен је штрајк студената.
- 11. јун: Електротехнички факултет је до даљег обуставио испитни рок.
- 12. јун: Организован је састанак представника студентских организација са ректором и групом професора. Након састанка је одржана конференција за штампу на којој је, за 15. јун, заказан велики митинг испред зграде ректората.

Протесту се прикључује и студент проректор Драган Ђилас.
Током вечери, у просторијама Савеза студената Електротехничког факултета, дефинисан је распоред затварања по факултетима.
- 14. јун: На Богословском факултету је организован састанак представника студентских организација, на коме је изнет и усвојен коначан план „заузимања“ ректората и три факултета.
- 15. јун: Током јутарњих часова је организована седница Научно-наставног већа Београдског универзитета, на којој је била присутна и студентска делегација, са захтевом да се у текст декларације унесу и студентски захтеви и да се прогласи штрајк.[4]

У 12 часова почиње велики протест студената испред зграде ректората београдског универзитета.
У 15 часова је Организациони одбор Студентског протеста прогласио штрајк студената београдског универзитета и позвао студенте да се затворе у зграде ПМФ-а, Филолошког и Филозофског факултета, по следећем распореду:
Филозофски: ЕТФ, Архитектонски, Фармацеутски, ДИФ, Рударско-Геолошки, ФОН и Саобраћајни.
Филолошки: Грађевински, Машински, Богословски, све Академије, Дефектолошки, Технолошки, ФНО.
ПМФ: Медицински, Пољопривредни, Правни, Економски, Стоматолошки, Ветеринарски, ФПН У 15 часова, у тренутку почетка Протеста, почео је са радом Радио Индекс, директним укључењем Славице Јововић са митинга испред зграде Ректората.
Представник Богословског факултета, Младен Дурић (данас епископ диселдорфски и немачки Григорије), одлази да се замонаши.